# میتسونوری فوجیگوچی
میتسونوری فوجیگوچی (به انگلیسی: Mitsunori Fujiguchi) بازیکن فوتبال اهل ژاپن و عضو تیم ملی فوتبال ژاپن است که در تاریخ ۱۲ ژوئیه ۱۹۷۲ میلادی اولین بازی ملی‌اش را انجام داد. او در ۲۶ بازی ملی حضور داشت و آخرین بازی ملی خود را در تاریخ ۱۵ دسامبر ۱۹۷۸ میلادی انجام داد. میتسونوری فوجیگوچی در بازی‌های ملی‌اش
۲ گل به ثمر رساند.